# Caravaggio (Ballett)
Caravaggio ist ein Ballett von Jochen Ulrich, das die Berichte über das Leben und Wirken des italienischen Malers Michelangelo Merisi da Caravaggio in Form eines Maler-Porträts darstellt und am 22. November 2003 am Tiroler Landestheater Innsbruck uraufgeführt wurde. 

## Hintergrund
Die Berichte über das Leben und Wirken des italienischen Malers Michelangelo Merisi, genannt Caravaggio, sind durchzogen von dramatischen Ereignissen, nie enthüllten Geheimnissen und Vermutungen, die im Zusammenhang gesehen mit seinem malerischen Werk eine ungeheure Faszination für Jochen Ulrich bedeuten. Dieser Maler, der wie eine Kerze lebte, die von beiden Seiten brennt, der keine Grenzen akzeptiert hat und in allem maßlos war, war der populärste Maler des frühen siebzehnten Jahrhunderts. Er hat die Heiligen, die Apostel, die Mutter Maria und Christus als Menschen dieser Welt, ja als seine Zeitgenossen gemalt und ihnen nichts gelassen, was sie veredelt, außer ihrem Glauben. Immer wieder in hektischer Flucht vor den päpstlichen Häschern von Rom über Neapel nach Malta, malte er auch dann, von ständiger Unruhe und inneren Visionen getrieben.

## Umsetzung
Leben, Werk und Umgebung des Künstlers werden in Episoden und Zitaten zu einem Fresko verarbeitet. Der Tanz läuft dabei nach immer gleichen, spezifischen Bewegungsmustern ab, dynamisch, kontrastreich und mit leitmotivischen Toncollagen (Peter Kubrik). Sie untermalen  den Transport von Emotion, Historie und Gesellschaftskritik in für den Maler charakteristischen satten hell-dunkel Farben.  
Alfio Giuffridas Bühnenbild ist sparsam und mobil. Vom Plafond hängen verschiebbare goldene Schneekristalle (gefrorene Malteserkreuze) als Anspielung auf Caravaggios Malta-Exil. Am Boden dienen Rundhölzer als spielerisches, treibendes Element, als Staffeleien und wackelige Machtpodeste, auf denen Bilder, Kirche, Gefühle balancieren.